# IC 2520
IC 2520 ist eine Galaxie vom Hubble-Typ P im Sternbild Löwe am Nordsternhimmel. Sie ist schätzungsweise 53 Millionen Lichtjahre von der Milchstraße entfernt.
Das Objekt wurde am 26. März 1900 von Stéphane Javelle entdeckt.